# Ya lo veía venir
«Ya lo veía venir» es una canción interpretada por la banda mexicana de glam rock Moderatto, que fue lanzada para su cuarto álbum titulado Queremos rock.Fue lanzado por EMI Music Televisa como el primer sencillo oficial del álbum a mediados del año 2008. La canción fue escrita por Jay de la Cueva junto con Áureo Baqueiro.

## Vídeoclip
Fue filmado en el año 2008 y se publicó en YouTube hasta el año 2010. Tiene actualmente más de 11 millones de vistas hasta hoy.
En 2012 hicieron una versión de la canción en vivo con la cantante Alejandra Guzmán esto en una presentación en el Palacio de los Deportes de la CDMX.

## Lista de canciones

### Promo CD[9]
| Ya lo veía venir — Sencilla |                    |          |  |
| N.º                         | Título             | Duración |  |
| 1.                          | «Ya lo veía venir» | 3:45     |  |

## Posicionamiento en listas
| Año  | Lista                       | Posición |
| ---- | --------------------------- | -------- |
| 2008 | 15 Años, 150 Videos (Norte) | 28       |
| 2010 | 10 Años, 100 Videos (Norte) | 40       |